# Prinzessin Victoria Luise
La Prinzessin Victoria Luise è stata una nave passeggeri tedesca, di proprietà della compagnia di navigazione Hamburg America Line, viene generalmente considerata la prima nave da crociera della storia.

## Storia
Nel 1886 Albert Ballin entrò nella HAPAG (Hamburg-Amerikanische-Packetfahrt-Actien-Gesellschaft, nota anche come Hamburg America Line) e si impose all'attenzione dei suoi colleghi e superiori grazie all'intuizione di utilizzare le grandi navi transatlantiche durante il periodo invernale a scopo non di trasporto ma ricreativo, ovvero viaggi di piacere in località calde e gradevoli a livello turistico per clienti abbienti che potevano permetterselo. L'esperimento iniziò nel 1891 sul transatlantico SS Augusta Victoria ed ebbe un successo tale da far progredire la carriera di Ballin, che una volta divenuto direttore generale della compagnia arrivò nel 1899 a commissionare per la prima volta nella storia una nave specificatamente progettata per l'uso turistico.
La costruzione fu affidata ai cantieri Blohm & Voss, fu varata il 29 giugno 1900 e battezzata Prinzessin Victoria Luise in onore della principessa Vittoria Luisa di Prussia, figlia del Kaiser Guglielmo II di Germania.
La nave fece il suo viaggio di debutto il 5 gennaio 1901, viaggiando da Amburgo a New York, per poi intraprendere la prima crociera della storia nelle Indie Occidentali; al termine iniziò Il secondo viaggio da New York il 9 marzo verso il Mar Mediterraneo e il Mar Nero. Nel corso della sua storia operativa ha incrociato anche nel Mar Baltico ed è stata usata per sei volte anche per svolgere il servizio transatlantico.
Dopo cinque anni di servizio la nave affondò il 16 dicembre 1906 in seguito ad un incidente nelle vicinanze del faro di Plumb Point, al largo della Giamaica. L'incidente fu dovuto all'errore del capitano Brunswig, che consapevole delle proprie colpe si sparò un colpo alla testa nella propria cabina durante l'affondamento. I passeggeri furono tratti in salvo dalla SMS Bremen la mattina seguente. Tre giorni dopo la nave fu dichiarata ufficialmente perduta dagli ingegneri sopraggiunti sul luogo.